# Johann Christoph Schmidt (Komponist)
Johann Christoph Schmidt (* 6. August 1664 in Hohnstein; † 13. April 1728 in Dresden) war ein deutscher Komponist und Hofkapellmeister.
Er ist nicht mit John Christopher Smith (Johann Christoph Schmidt) oder dessen gleichnamigen Vater zu verwechseln, beides Musiker und Vertraute von Georg Friedrich Händel.

## Leben
Johann Christoph Schmidt wurde als dritter Sohn von Maria Magdalena und Johann Christian Schmidt am 6. August 1664 in Hohnstein (Sächsische Schweiz) geboren. Sein Vater, Lehrer und Organist des Ortes, außerdem ehemaliger Kapellknabe unter Heinrich Schütz, erteilte ihm vermutlich ersten Musikunterricht. Im Jahre 1674 gab er seinen Sohn an das Gymnasium zum Heiligen Kreuz in Dresden. Zwei Jahre darauf wechselte der Knabe an den Dresdner Hof und diente fortan als Sänger und Instrumentalist von Johann Georg II. Vermutlich während seines Stimmbruchs (1681–1683) ging Schmidt an das Zittauer Gymnasium und wurde Schüler Christian Weises. Im Sommer des Jahres 1683 immatrikulierte er sich an der Universität Leipzig und kehrte 1687 als Lehrer der Kapellknaben nach Dresden zurück.
Nach seinem Aufstieg zum zweiten Hoforganisten im Jahre 1692 und einem Studienaufenthalt in Italien (vmtl. 1693–1695) schrieb er im Frühjahr 1696 die opéra-ballet Theatralisches Musenfest und schuf damit eines der frühesten deutschen Werke dieser Gattung. Sechs Wochen darauf ernannte ihn August der Starke zum Vizekapellmeister, im August 1697 zum Kapellmeister der protestantischen Hofkapelle. Im Zuge der Krönung seines Dienstherren zum König von Polen (Herbst 1697) wurde Schmidt Leiter der Kurfürstlich-Sächsischen und Königlich-Polnischen Kapelle. Er arbeitete in Warschau und Dresden, schrieb zahlreiche Bühnenmusiken, französische opéra-ballets und Suiten. 1717 erhielt er den Titel „Älterer Kapellmeister“, da ihm mit Johann David Heinichen, welcher aus Venedig nach Dresden gekommen war, ein zweiter Kapellmeister zur Seite gestellt wurde.
Unter Schmidts Leitung entwickelte sich die Dresdner Hofkapelle zu einem überregional anerkannten Orchester in Europa, zu dessen Mitgliedern u. a. Jean-Baptiste Volumier, Johann Georg Pisendel, Francesco Maria Veracini, Christian Petzold, Pantaleon Hebenstreit, Silvius Leopold Weiss, Jan Dismas Zelenka, Pierre-Gabriel Buffardin und Johann Christian Richter zählten. Unter Schmidts Schülern finden sich Komponisten wie Christoph Gottlieb Schröter, Carl Heinrich Graun und Melchior Hoffmann.
Sein Bruder Johann Wolfgang Schmidt (* 20. November 1677 in Hohnstein; † 5. April 1744 in Dresden) wirkte als Kopist am Dresdner Hof und seit 1709 als Organist.

## Wirken
Schmidt komponierte vier Suiten, einige Messen, Kantaten  und Motetten und verschiedene Bühnenwerke, etwa die Ballettoper Les quatre Saisons (Die vier Jahreszeiten) oder das Divertimento teatrale Latona in Delo. Die Partitur der Motette Auf Gott hoffe ich befand sich im Besitz von Johann Sebastian Bach, sie wurde von ihm kopiert.

## Werke (Auswahl)
- Auf Gott hoffe ich (Kantate)
- Benum est confiteri Domino (Motette)
- Gott, du bleibest doch mein Gott (Kantate)
- Labe mich durch deines Mundes Kuss (Kantate)
- Latona in Delo (divertimento teatrale)
- Fastnachtslust (Opera-ballet), 1697[2]
- Musenfest (Opera-ballet), 1696[2]
- Les quatre saisons (Opera-ballet)[3]
- Lobe den Herm meine Seele (Kantate)
- Mein Herz ist bereit (Kantate)
- Schwing dich auf zu deinen Gott (Kantate)
- Sie ist fest gegründet auf den heiligen Bergen
- Wo ist solch ein Gott wie du bist (Motette)
- Zion spricht, der Herr hat mich verlassen (Kantate)
- 4 Orchestersuiten